# Tous les possibles (Stargate)
Pour un article plus général, voir Saison 5 de Stargate Atlantis.
Tous les possibles (The Daedalus Variations) est le quatre-vingt-quatrième épisode de la série télévisée américaine de science-fiction Stargate Atlantis et le quatrième épisode de la cinquième saison de la série. Écrit par Alan McCullough et réalisé par Andy Mikita, il a été diffusé pour la première fois le 1er août 2008 sur le réseau Sci-Fi aux États-Unis et le 15 janvier 2009 sur Série Club en France. Les acteurs principaux de la saison Robert Picardo (interprète de Richard Woolsey) et Jewel Staite (interprète du Dr Jennifer Keller) n'apparaissent pas dans l'épisode. Aussi, l'épisode est notable au sein de la série pour son recours important aux effets visuels. Pour sa première diffusion, l'épisode a bénéficié d'un accueil public plutôt favorable et a reçu des critiques généralement positives.
L'histoire de l'épisode se veut une adaptation du mythe du Hollandais volant, un vaisseau fantôme qui dérive éternellement dans l'océan. Elle suit ainsi l'aventure du lieutenant-colonel John Sheppard et de son équipe après l'apparition mystérieuse d'un vaisseau spatial semblable au Dédale au-dessus de la cité d'Atlantis. L'équipe découvre rapidement que le vaisseau provient d'un univers parallèle et qu'il se déplace à travers différents univers grâce à son propulseur. Coincée sur le vaisseau, l'équipe traverse plusieurs univers et doit chercher le moyen de revenir dans son univers alors qu'elle fait face à une nouvelle espèce extraterrestre et que le propulseur du vaisseau est endommagé, exposant l'équipe au risque de rester dans cet univers pour toujours.

## Synopsis de l'épisode
Alors qu'un vaisseau spatial apparaît soudainement au-dessus d'Atlantis, le lieutenant-colonel John Sheppard (interprété par Joe Flanigan) et son équipe constatent qu'il ressemble étrangement au Dédale. Pourtant, d'après le Stargate Command (SGC), le vaisseau se trouve à une distance de deux jours de la planète Terre. L'équipe de Sheppard embarque alors à bord du vaisseau qui semble abandonné et avoir subi de lourds dégâts au cours d'une bataille. Teyla (jouée par Rachel Luttrell) consulte le journal de bord du vaisseau et découvre que le commandant de bord est un certain colonel Sobel, dont l'équipe n'a jamais entendu parler auparavant. Soudain, un pic d'énergie survient et le Dédale disparaît de l'orbite de la planète, tandis que du point de vue de l'équipe de Sheppard, c'est Atlantis qui disparaît. Le docteur Rodney McKay (joué par David Hewlett) découvre que le vaisseau a été propulsé dans un univers parallèle par ce qu'il appelle un « propulseur trans-réalitique », donc que le Dédale à bord duquel ils se trouvent est issu d'une réalité alternative.
En fouillant le vaisseau, les membres de l'équipe tombent sur une autre version d'eux-mêmes, morts. Ceux-ci proviennent d'une autre réalité et sont restés piégés à bord du vaisseau après leur embarcation. Le vaisseau se déplace ensuite à nouveau dans une autre réalité où Atlantis se trouve attaquée par le vaisseau d'un belligérant inconnu. John Sheppard intervient et les extraterrestres ripostent en envoyant leurs chasseurs stellaires. L'un d'eux s'écrase sur le Dédale avant que ce dernier ne change à nouveau de réalité. Cette fois-ci, le soleil d'Atlantis est devenu une géante rouge. Pour empêcher le vaisseau de brûler, Rodney parvient à augmenter la fréquence à laquelle le « propulseur trans-réalitique » s'active, prévenant les membres de l'équipe que ces modifications sont irréversibles. Pendant ce temps, l'équipe doit affronter les extraterrestres du chasseur qui s'est précédemment écrasé contre la coque du vaisseau. Rodney comprend qu'il n'existe aucun moyen de contrôler le « propulseur trans-réalitique » mais qu'il est possible de revenir à leur réalité d'origine en inversant son fonctionnement, donc en traversant à nouveau les réalités visitées auparavant. L'équipe utilise les propulseurs de manœuvre pour stabiliser l'orbite du vaisseau au-dessus de la géante rouge et résister à une autre attaque des extraterrestres avec l'aide d'une autre Atlantis. Une fois revenue à sa propre réalité, l'équipe quitte le vaisseau en combinaison spatiale après qu'un extraterrestre ayant survécu a fait sauter un explosif, provoquant une brèche dans la coque du navire dont les débris sont ramassés par le major Evan Lorne (interprété par Kavan Smith) à la suite de la disparition du Dédale. À la fin de l'épisode, le docteur McKay répare le moteur de réalité alternative malgré les avertissements de John Sheppard.

## Distribution
Sauf indication contraire, les informations mentionnées dans cette section peuvent être confirmées par la base de données cinématographiques IMDb,  présente dans la section « Liens externes ».
- Joe Flanigan (VF : Pierre Tessier) : John Sheppard
- Rachel Luttrell (VF : Gaëlle Savary) : Teyla Emmagan
- Jason Momoa (VF : Pascal Casanova) : Ronon Dex
- David Hewlett (VF : Jérôme Rebbot) : Rodney McKay
- Robert Picardo (VF : Bernard Alane) : Richard Woolsey[N 2]
- Jewel Staite (VF : Laura Blanc) : Jennifer Keller[N 2]
- David Nykl (VF : Éric Etcheverry) : Radek Zelenka
- Kavan Smith (VF : Éric Missoffe) : Evan Lorne
- Chuck Campbell (en) : Chuck
- Tracy Waterhouse : Sobol
- Annalise MacCulloch : Torren John Emmagan

Galerie des acteurs principaux et invités de l'épisode.
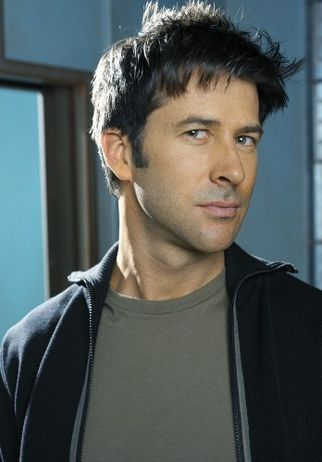
Joe Flanigan
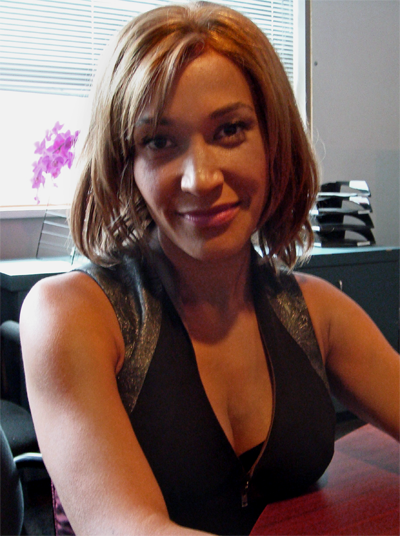
Rachel Luttrell
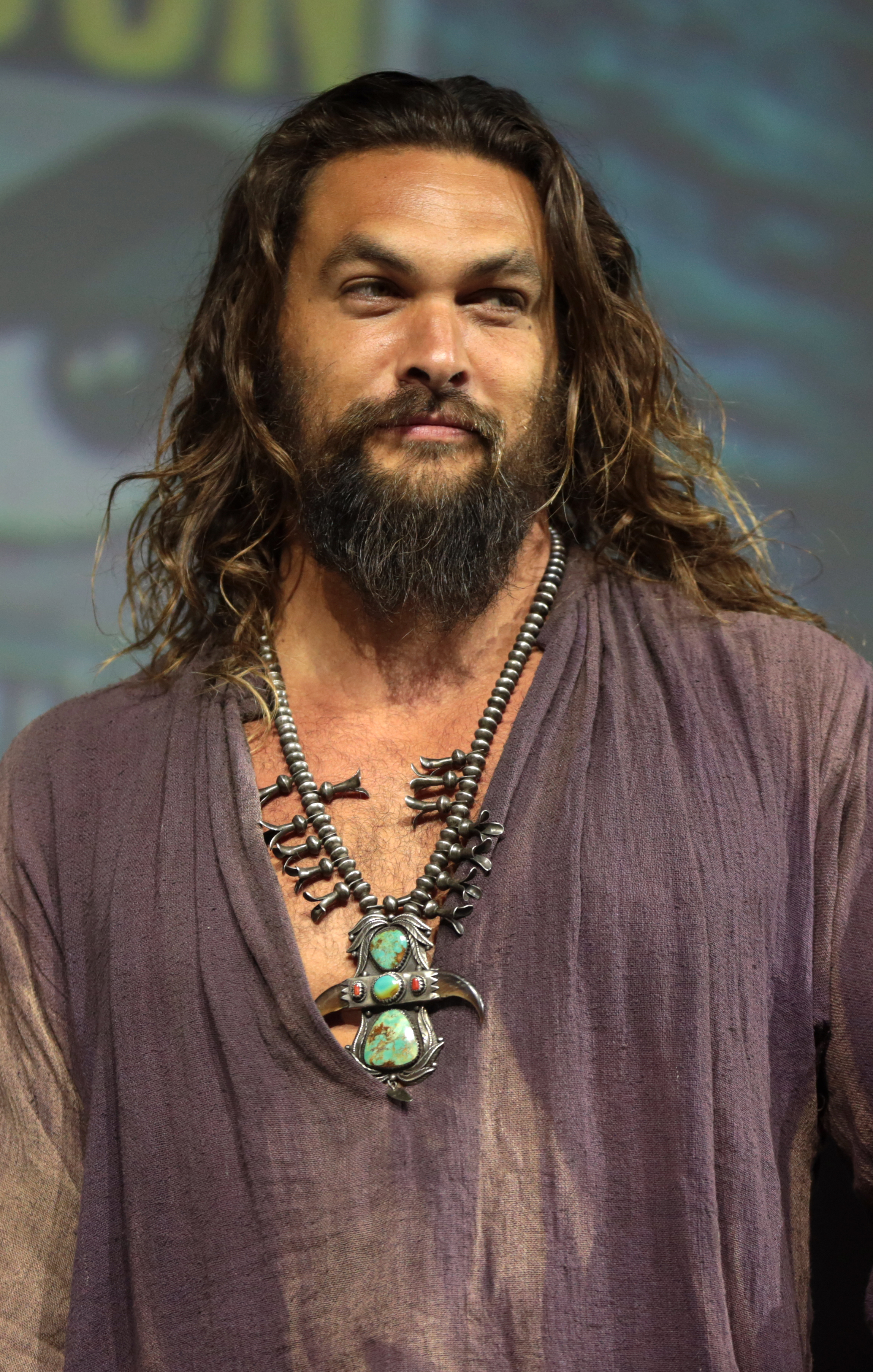
Jason Momoa
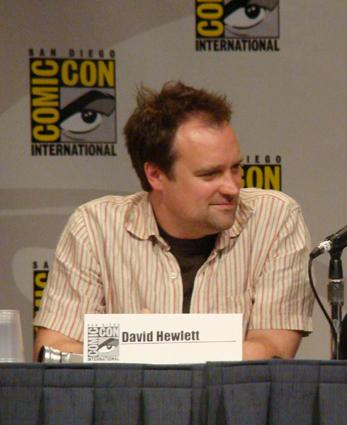
David Hewlett
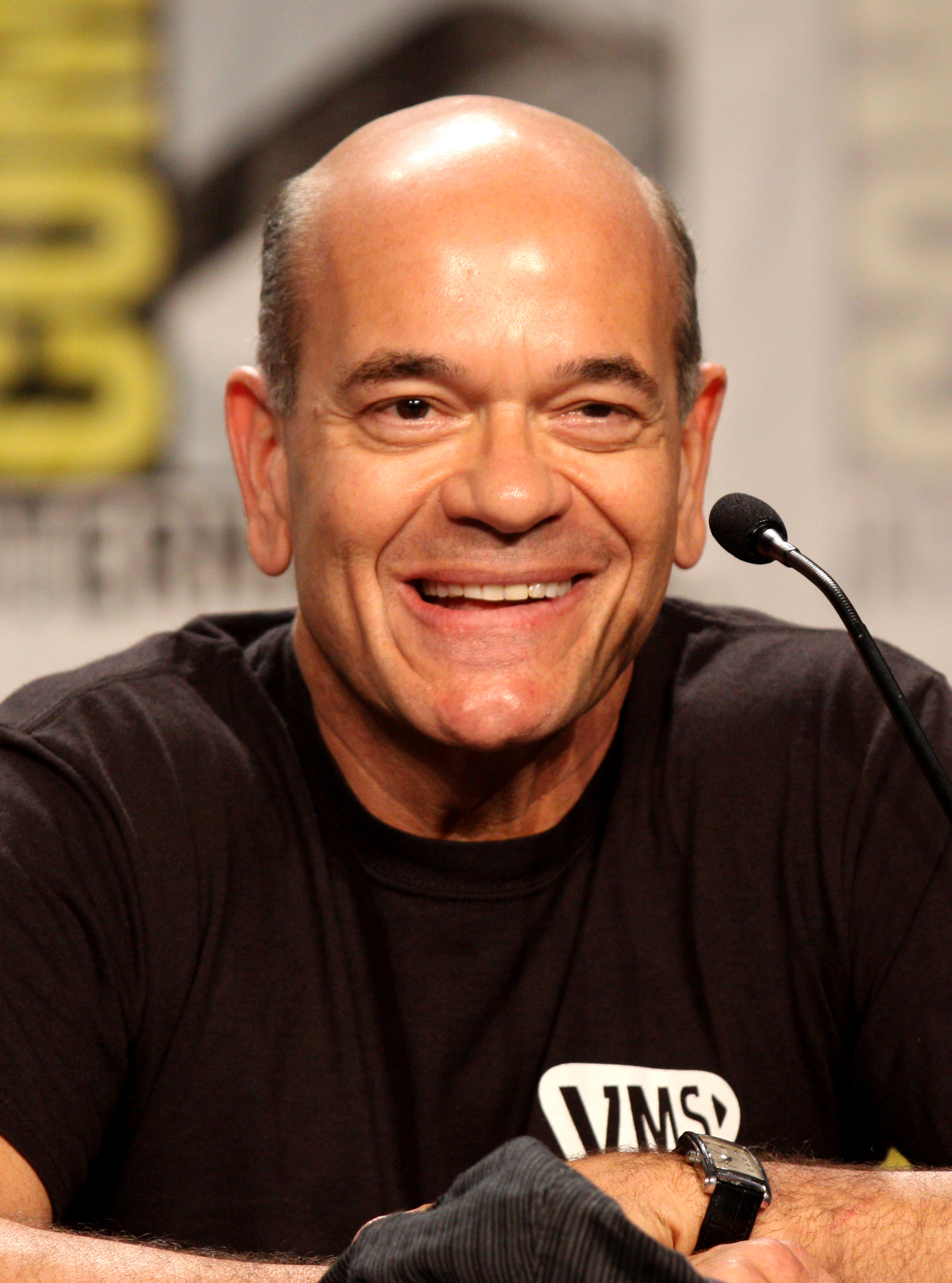
Robert Picardo
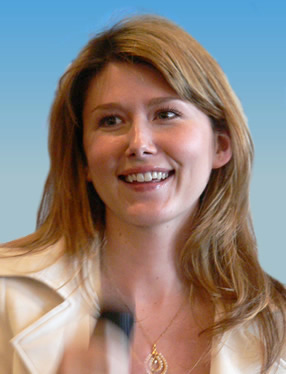
Jewel Staite
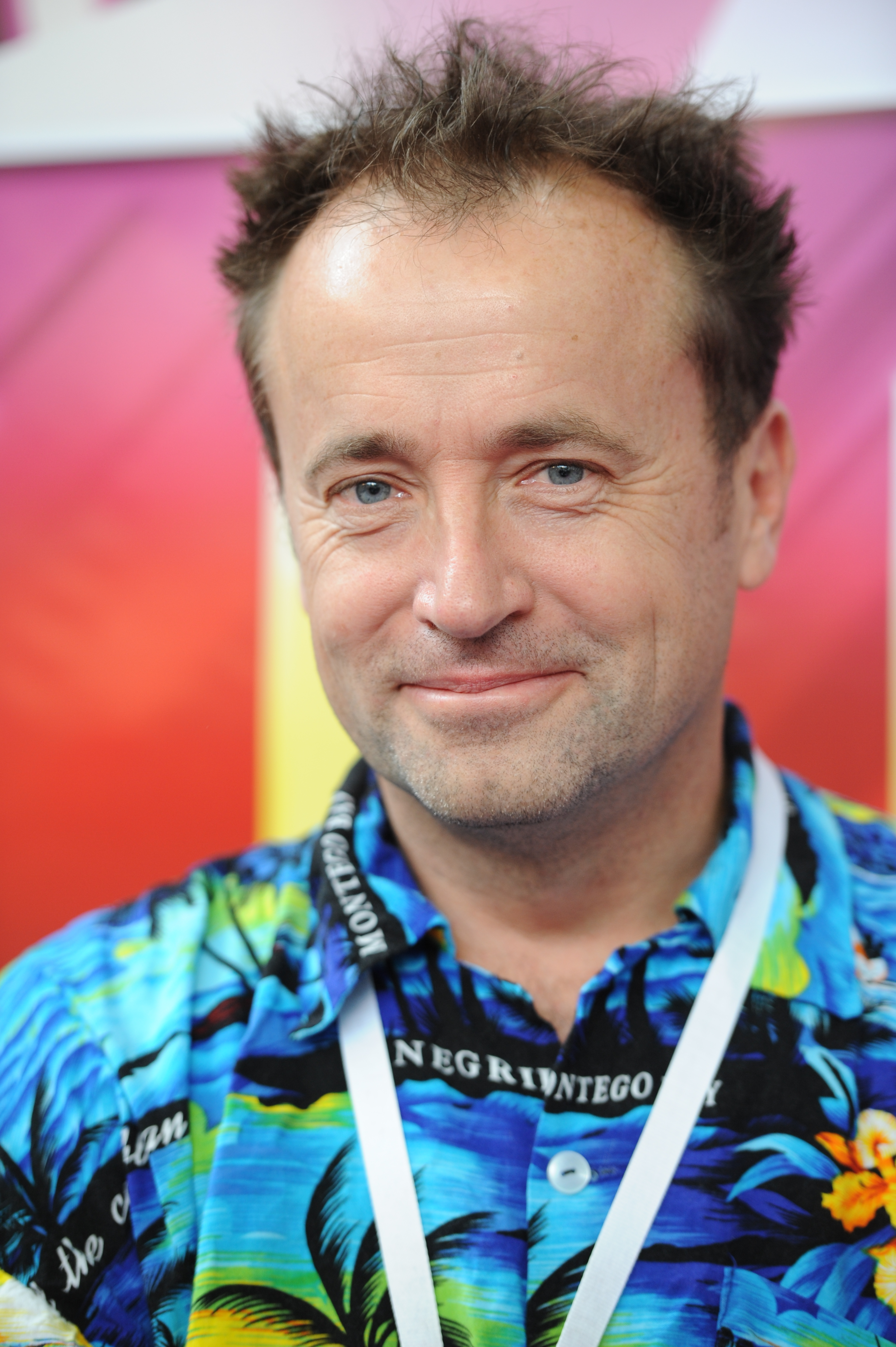
David Nykl
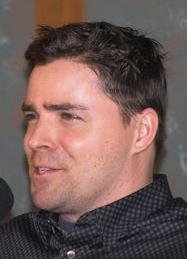
Kavan Smith
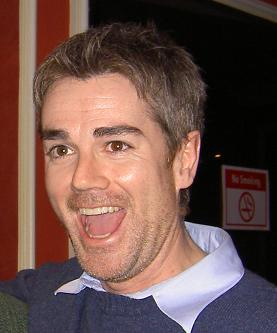
Chuck Campbell

## Production

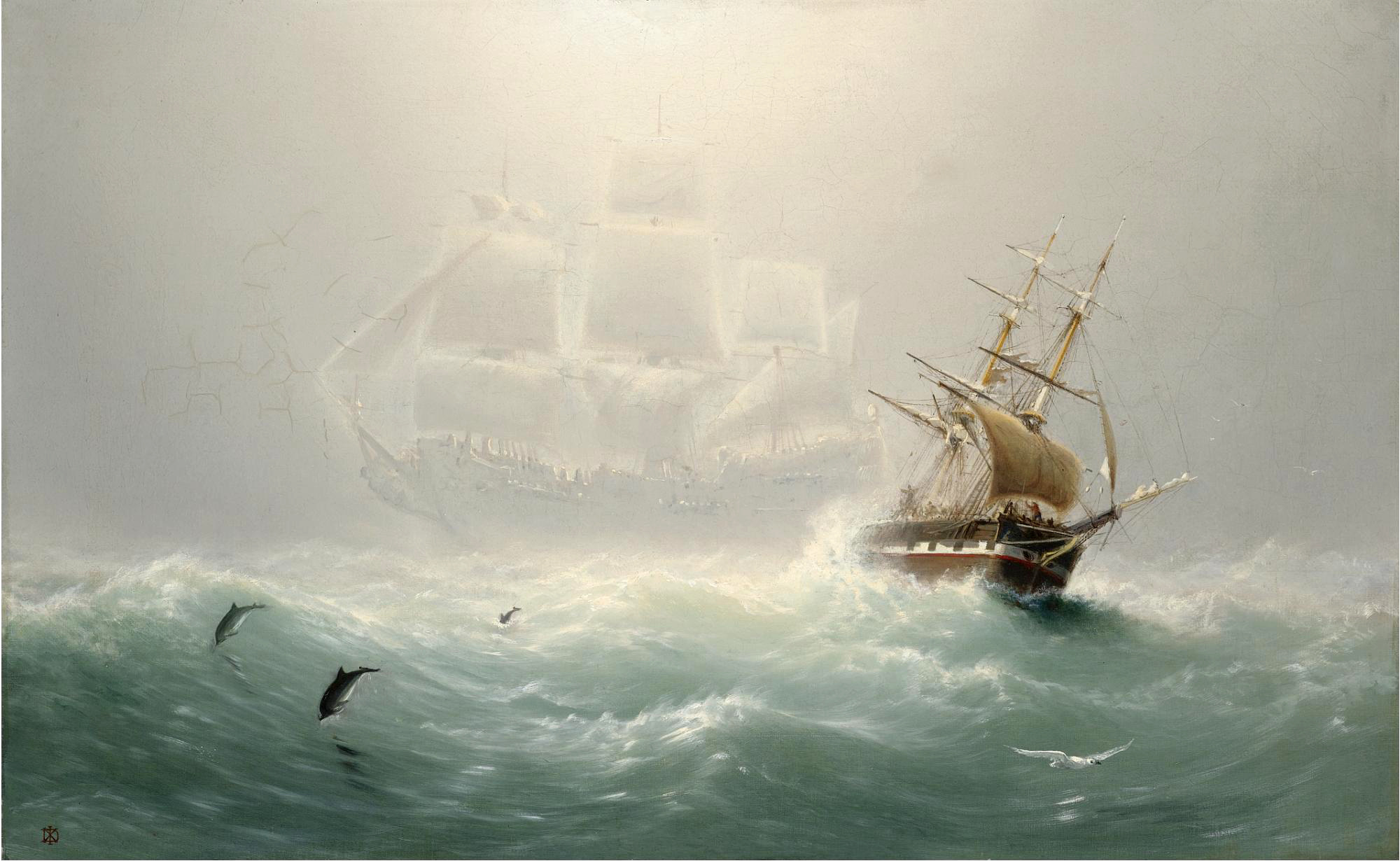
L'histoire de l'épisode s'inspire du mythe du vaisseau fantôme Hollandais volant. Ici, une peinture de Charles Temple Dix intitulée The Flying Dutchman (vers 1860).

Afin de mettre en scène une théorie des univers parallèles, la première idée des scénaristes était d'utiliser une pièce de la cité d'Atlantis dans laquelle les occupants pourraient se déplacer d'univers en univers. Toutefois, cette idée n'a pas été retenue car elle engendrait notamment la possibilité de tomber dans un univers où Atlantis n'existe pas. C'est pourquoi le co-créateur de la série Robert C. Cooper a suggéré l'idée d'utiliser le vaisseau Dédale. L'écriture de l'épisode s'achève le 11 février 2008. L'histoire de l'épisode se veut une adaptation de l'histoire mythique du Hollandais volant, un vaisseau fantôme qui dérive éternellement dans l'océan.
Le lendemain, les plasticiens de la série organisent une réunion à propos des épisodes Contamination, Une question d'honneur, Tous les possibles et Les démons de la brume. Ils conçoivent notamment les extraterrestres qui apparaîtront dans l'épisode. Leur apparence est révélée dans une aguiche diffusée le 27 juillet 2008. Au cours d'une interview pour le site de fans gateworld.net, le scénariste Alan McCullough parle de l'épisode comme d'un « great team show » (« grand spectacle d'équipe ») utilisant des « visual effects spectacular » (« effets visuels spectaculaires »). Le 10 mars 2008, le producteur et scénariste de la série Joseph Mallozzi annonce un personnage du nom de Sobol, il s'agit du commandant alternatif du Dédale à la place du colonel Caldwell (joué par Mitch Pileggi). Lors de la diffusion de l'épisode, Sobol se révèle une femme (jouée par Tracy Waterhouse) ayant le grade de colonel tandis que son nom devient Sobel (le nom utilisé reste Sobol dans la version française).
Une grande partie de l'épisode est filmée sur le plateau dédié au Dédale. Des effets visuels sont ainsi nécessaires pour réaliser les plans de l'extérieur du vaisseau. Le budget consacré aux effets visuels figure parmi les plus élevés des épisodes de la saison et de la série,. L'une des différences entre le Dédale habituel et celui mis en scène dans cet épisode est la carte stellaire visible derrière le fauteuil du commandant de bord. En effet, celle-ci est généralement éclairée en vert mais Alan McCullough a délibérément tourné la carte de 90 degrés et changé la couleur du vert à l'orange, afin de rendre le vaisseau différent du Dédale habituel. Le scénariste déclare également que l'épisode est unique au sein de la série mais exclut un retour du concept au-delà de la cinquième saison. Il déclare aussi qu'il avait initialement prévu que l'équipe de John Sheppard se rende dans un univers où les Anciens ont gagné la guerre contre les Wraith, mais cette idée a été abandonnée car elle aurait nuit à l'histoire principale. L'épisode marque la première apparition de Jason Momoa avec sa perruque personnalisée. Après avoir coupé ses cheveux à la fin de la quatrième saison, il les a recousus pour les trois premiers épisodes de la saison. Cependant, alors que Sci-Fi ne voulait pas qu'il change de coiffure, la chaîne lui a permis de porter une perruque après que l'acteur se soit plaint de la douleur de l'opération.

## Accueil
Auprès du public, Tous les possibles réalise un score de 1,3 sur l'échelle de Nielsen. La série figure ainsi à la quatrième place des séries les plus regardées de la semaine sur la chaîne Sci-Fi. Son score est inférieur à celui de l'émission Extreme Championship Wrestling (avec un score de 1,4), mais aussi à celui de Ghost Hunters International (avec 1,6) et enfin à celui de la première saison d'Eureka (avec 2,1). L'audience américaine atteint finalement 1,7 million de téléspectateurs.
D'un point de vue critique, l'épisode a été reçu globalement positivement. Le journaliste Tory Ireland Mell du site IGN loue l'épisode pour son aguiche relativement courte, établissant que plus elle est courte, meilleur est l'épisode. Il loue également son scénario jugé captivant et l'introduction de l'espèce extraterrestre et notamment le fait que peu de choses sont connues à son sujet. À ce propos, il déclare qu'il s'agit d'une « perfect tease by the writers » (« aguiche parfaite de la part des scénaristes »). Finalement, le site attribue la note de 9,1 sur 10 à l'épisode. Marx Pyle du portail SyFy (qui a depuis été renommé Airlock Alpha) compare l'épisode à la version de l'Atlantide que l'on peut voir dans l'épisode Docteur Q de la série Star Trek : La Nouvelle Génération, notamment pour son introduction d'un nouveau « big bad » (« grand méchant ») pour la série. Le rédacteur trouve aussi l'épisode amusant et donne l'exemple de la scène où les deux John Sheppard conversent. Il vante également la bataille spatiale et précise que seule Battlestar Galactica se situe à un niveau supérieur. Cependant, Marx Pyle critique l'épisode en raison de l'absence de Robert Picardo mais aussi pour la facilité avec laquelle Rodney McKay comprend les technologies inédites, comme le « propulseur trans-réalitique ». Enfin, il juge que la chaîne a dévoilé trop d'informations et d'aperçus de l'épisode.

## Sources
- (en) Cet article est partiellement ou en totalité issu de l’article de Wikipédia en anglais intitulé « The Daedalus Variations » (voir la liste des auteurs).